# Molière
Molière, pseudonimo di Jean-Baptiste Poquelin (Parigi, prima del 15 gennaio 1622 – Parigi, 17 febbraio 1673), è stato un commediografo, attore teatrale e drammaturgo francese.
Assieme a Corneille e Racine rappresenta uno degli autori più importanti del teatro francese del XVII secolo.

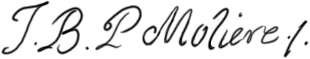
Firma di Molière

## Biografia

### Infanzia
Il 15 gennaio 1622 venne battezzato nella chiesa di sant'Eustachio a Parigi. Ben presto chiamato Jean-Baptiste per distinguerlo dal fratello minore Jean, solo in seguito, a ventidue anni, circa, scelse lo pseudonimo di "Molière" in onore dello scrittore François de Molière. Suo padre, Jean Poquelin, era un tappezziere, un artigiano agiato; la madre, morì l'anno dopo.
In seguito, nel 1633, il padre sposò Catherine Fleurette, la quale morì nel 1636. L'infanzia del futuro commediografo fu dunque segnata da lutti e inquietudini, che però spiegano solo in parte il fondo di tristezza del suo umore e la rarità dei ruoli materni nel suo teatro. Nella fanciullezza furono, invece, fondamentali la vivacità popolare, l'animazione, il rumore, l'accanito lavoro oltre agli spettacoli con i quali da piccolo fu ogni giorno a contatto, grazie alla passione che gli fu data dal nonno materno, Louis Cressé, che spesso lo portava all'Hotel de Bourgogne e al Pont Neuf, dove si poteva assistere alle rappresentazioni dei comici italiani e alle tragedie dei comédien.
Nel quartier des Halles, dove visse, il vivace spirito di Poquelin poté impregnarsi del senso di una vita formicolante, dello scherzo pittoresco e della varietà della realtà umana. Il padre gli permise di frequentare scuole molto più prestigiose di quelle destinate ai bambini degli altri commercianti: Molière compì i suoi studi dal 1635 al 1639 al Collège de Clermont, collegio di gesuiti, considerato il migliore della capitale e frequentato da nobili e ricchi borghesi. Qui imparò la filosofia scolastica, in lingua latina, oltreché una perfetta padronanza della retorica. Nel 1637 prestò giuramento come futuro erede della carica di tappezziere del re, precedentemente ricoperta dal padre.

### Inizi della carriera
Nel 1641 portò a termine gli studi di diritto, ottenendo la Licenza a Orléans. Cominciò a frequentare gli ambienti teatrali, conobbe il famoso Scaramuccia (al secolo Tiberio Fiorilli) e intrattenne una relazione con la ventiduenne Madeleine Béjart, giovane attrice rossa di capelli, già madre di un bambino avuto dalla precedente relazione con Esprit de Raymond de Mormoiron. Molière e Madeleine fondarono così una loro compagnia. Il 6 gennaio 1643 Molière rinunciò alla carica di tappezziere reale; il mese successivo, Madeleine dette alla luce Armande Béjart la quale si sposerà poi con Molière.
Il 30 giugno 1643, Molière firmò il contratto che costituì una troupe teatrale di dieci membri, l'Illustre Théâtre, di cui facevano parte Madeleine Béjart (in qualità di prima attrice), il fratello Joseph e la sorella Geneviève. La piccola compagnia prese in affitto il Jeu de Paume des Métayers ("sala dei mezzadri") di Parigi, e, nell'attesa della conclusione dei lavori per adattare la sala alle rappresentazioni teatrali, si stabilì a Rouen, inscenando spettacoli di ogni tipo, dalle tragedie alle farse. Il 1º gennaio 1644 l'Illustre Théâtre esordì nella capitale.
Il pubblico tuttavia non rispose a dovere: iniziarono ad accumularsi debiti e si pervenne persino all'arresto di Molière per insolvenza, talché la compagnia nel 1645 si sciolse. Una volta liberato per l'interessamento del padre e di Madeleine, lui e alcuni membri della compagnia abbandonarono la capitale francese. Dal 1645 al 1658 con i suoi compagni lavorò come attore ambulante con la compagnia di Charles Dufresne, rinomata e finanziata dal duca di Épernon, governatore della Guienna. Nel 1650, Molière ottenne la direzione della troupe che iniziò a fare le sue rappresentazioni a Pézenas, dove ogni anno si tenevano gli Stati della Linguadoca, e nel Sud della Francia.
A partire dal 1652 la compagnia, ormai ben affermata, iniziò ad avere un pubblico regolare a Lione. Durante questo girovagare egli conobbe bene l'ambiente della provincia ma, soprattutto, imparò a fare l'attore e a capire i gusti del pubblico e le sue reazioni. In questo periodo iniziò a scrivere alcune farse e due commedie, ossia Lo stordito (L'Étourdi), commedia di intrigo, rappresentata a Lione nel 1655 e Il dispetto amoroso (Le dépit amoureux), opera non eccezionale, rappresentata a Narbona l'anno seguente.
Nel 1658 tornò a Parigi dopo un soggiorno a Rouen con la sua compagnia, la Troupe de Monsieur, nome accordatole da Filippo d'Orléans. Il 24 ottobre di quell'anno recitarono davanti al re Luigi XIV, il quale si entusiasmò solo con la farsa Il dottore amoroso (Le Docteur amoureux), scritta da Molière (il testo fu ritrovato e pubblicato nel 1960). La compagnia venne autorizzata a occupare, alternandosi con la troupe degli Italiani, il teatro del Petit-Bourbon, e, quando nel 1659 gli Italiani se ne andarono, lo stesso teatro fu a sua completa disposizione. Iniziò così a mettere in scena delle tragedie, ma con scarso successo.
Scrisse anche un'opera che non fu né una tragedia né una commedia, il Don Garcia de Navarre, incentrata sul tema della gelosia, ma fu un fiasco. Molière allora capì che la commedia era la sua aspirazione e in questo genere eccelse già con la prima opera Le preziose ridicole (Les précieuses ridicules), nel 1659. In questa farsa mise in luce gli effetti comici di una precisa realtà contemporanea e le bizzarrie tipiche della vita mondana, ridicolizzandone espressioni e linguaggio. Tutto ciò provocò l'interruzione delle rappresentazioni per qualche giorno, ma gli inviti a corte e nelle case dei grandi signori si susseguirono ugualmente.

### Successo

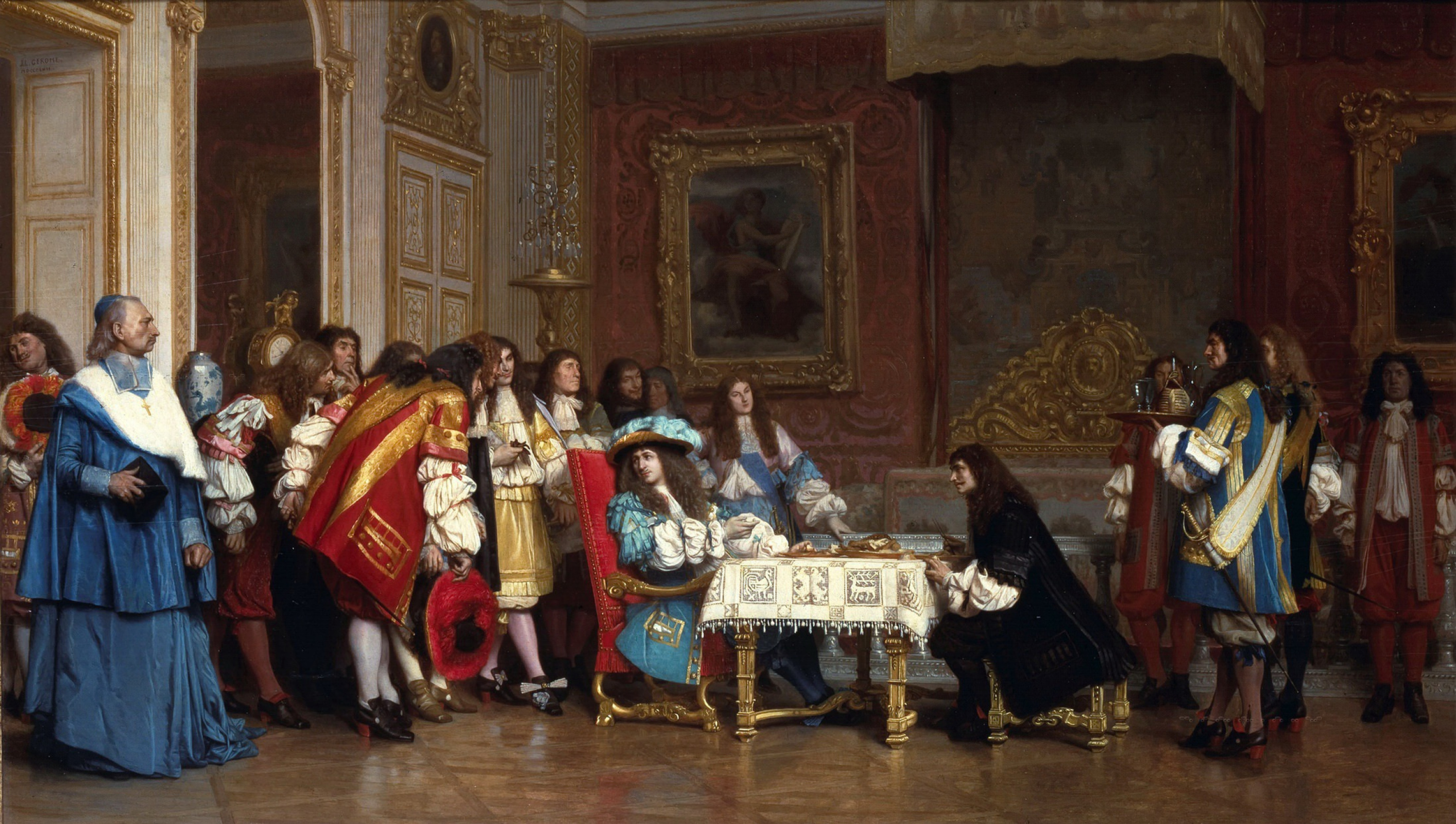
Luigi XIV invita Molière per condividere la sua cena, di Jean-Léon Gérôme

Il 1660 registrò il gran successo di Sganarello o il cornuto immaginario, e fu il comico d'intrigo l'argomento principale, con il qui pro quo che regnava in un ambiente dove ognuno si preoccupava solo ed esclusivamente della propria situazione. Nel frattempo venne demolito il salone Petit-Bourbon, ma il re fece prontamente assegnare alla compagnia la sala del Palais-Royal, e in giugno vi fu la presentazione de La scuola dei mariti (École des maris). In questa commedia attraverso le buffonerie, vennero ancora presentati problemi gravi e scottanti come l'educazione dei figli e la libertà da concedere alle mogli.
In onore di una festa dedicata al re Luigi XIV, in quindici giorni Molière scrisse e mise in scena la comédie-ballet Gli importuni (Les Fâcheux). Il 20 febbraio 1662, sposò Armande Béjart ufficialmente sorella, ma quasi sicuramente figlia, di Madeleine. Armande entrò anch'essa a far parte della compagnia. Dall'unione nacquero due maschi e una femmina, l'unica che sopravvisse a Molière. In dicembre, venne rappresentata La scuola delle mogli (L'École des femmes) che superò in successo e in valore tutte le commedie precedenti. L'opera portò tuttavia allo scontro con i rigoristi cristiani e, nel 1663, Molière fu interamente occupato dalla querelle de La scuola delle mogli, parallelamente al suo successo. Il 12 maggio 1664 ci fu la prima rappresentazione de Il Tartuffo (Tartuffe ou l'Imposteur).
Tra il 1667 e 1668, ispirandosi alla commedia in prosa di Tito Maccio Plauto, Aulularia, e prendendo spunti anche da altre commedie (I suppositi dell'Ariosto; L'Avare dupé di Chappuzeau, del 1663; La Belle plaideuse di Boisrobert, del 1654; La Mère coquette di Donneau de Vizé, del 1666) scrisse L'avaro (L'Avare) che venne rappresentato per la prima volta a Parigi, al Palais-Royal il 9 settembre 1668 dalla "Troupe de Monsieur, frère unique du Roi", ovvero la compagnia di Molière stesso, che in quell'occasione recitava la parte di Harpagon. Seguirono altri lavori fortunati come Il borghese gentiluomo , comédie-ballet con le musiche di Lully, e Le intellettuali.

### Morte

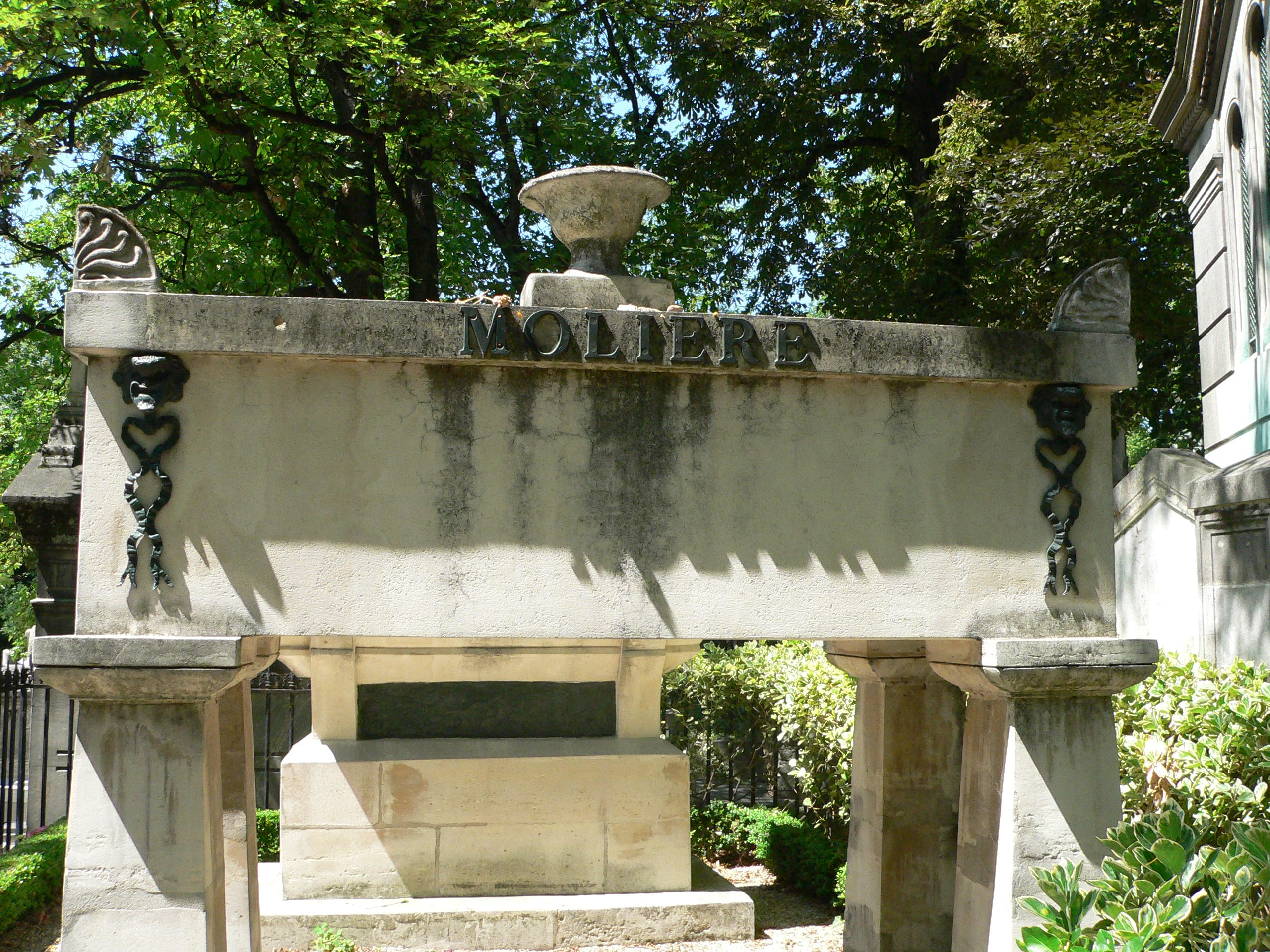
La tomba di Molière, oggi nel cimitero di Père-Lachaise

Molière morì il 17 febbraio 1673 di tubercolosi. Collassò mentre recitava Il malato immaginario; il decesso avvenne nella notte, tra le braccia di due suore che lo avevano accompagnato a casa. Una leggenda successiva racconta che morì dalle risate nel tentativo di recitare le sue battute. Quello stesso anno l'Illustre Théâtre assorbì i resti della compagnia del Teatro di Marais e nel 1680 il re, con un ordine speciale, sancì la fusione con l'Hôtel de Bourgogne, dando vita all'inizio della Comédie-Française, di stanza all'Hotel Guénégaud.

## Onori postumi
L'Accademia di Francia non accettò mai Molière tra gli immortali mentre era in vita, perché il "commediante", ancora definito "guitto", era considerato culturalmente inferiore. Riparò in seguito dedicandogli nel 1774 una statua con l'iscrizione Rien ne manque à sa gloire, il manquait à la nôtre (Nulla manca alla sua gloria, egli mancò alla nostra).
Nel 1769 inoltre autori come Chamfort e Jean Sylvain Bailly dedicarono degli elogi biografici al commediografo francese. In particolare, commentando l'Éloge de Molière di Bailly, il suo biografo François Arago, scrive: «Tuttavia [...] forse mi permetto di affermare che, nonostante una certa inferiorità di stile, il discorso di Bailly ha offerto un più ordinato, più vero e più filosofico apprezzamento dei pezzi principali di questo poeta immortale [rispetto all'elogio di Chamfort]».
Il successo di Molière fu tale che nacque la locuzione Langue de Molière (lingua di Molière) per indicare la lingua francese e, per contaminazione, Pays de Molière (Paese di Molière) per indicare la Francia.

## Poetica

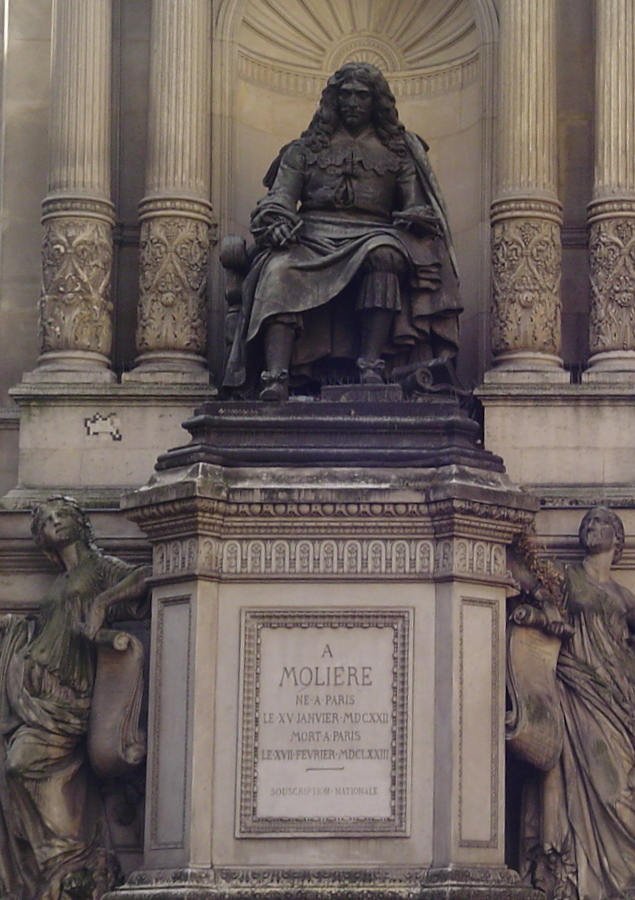
Statua di Molière a Parigi

Molière, attore e allo stesso tempo drammaturgo, ricercò uno stile di scrittura e recitazione meno legato alle convenzioni dell'epoca, e proteso verso una naturalezza realistica, che descrivesse al meglio le situazioni e la psicologia dei personaggi. Queste idee, che si realizzeranno in seguito nel teatro borghese, cominciano a emergere con forza ne La scuola delle mogli e ne Il misantropo. Un nuovo stile che Molière accompagna con una critica feroce della morale dell'epoca, cosa che impedì a lungo alla commedia Il Tartuffo di essere rappresentata in pubblico. La sua acuta osservazione della realtà fu spesso per Molière fonte di guai, specialmente quando i nobili oggetto delle sue satire si riconoscevano nei suoi personaggi.
È nota la reazione del duca di La Feuillade che, riconosciutosi nel Marchese della Critica alla scuola delle mogli, gli strofinò sul viso con violenza i bottoni del suo vestito pronunciando la battuta del Marchese: «Torta alla crema! Torta alla crema!». Simili incidenti accaddero con Monsieur d'Armagnac, scudiero di Francia, e con il duca di Montausier, precettore del Delfino, che minacciò di bastonarlo a morte per averlo preso a modello nel creare il personaggio di Alceste, il misantropo, salvo poi cambiare idea e ringraziarlo dell'onore concessogli.
L'aspirazione di Molière, spesso costretto a scrivere commedie-balletto per compiacere i gusti del re, fu quella di dedicarsi a sviluppare un nuovo tipo di commedia, che porterà in seguito alla nascita della commedia di costume moderna, ispirata agli accadimenti quotidiani, scritta in prosa e che obbedisca alla verosimiglianza. Molière può essere considerato a tutti gli effetti il precursore di quel rinnovamento teatrale che comincerà a esprimersi compiutamente un secolo dopo, con Carlo Goldoni, fino a raggiungere la piena maturità nel teatro di Anton Čechov. Anche Dario Fo lo ha spesso indicato tra i suoi maestri e modelli.

### Molière e la figura del medico

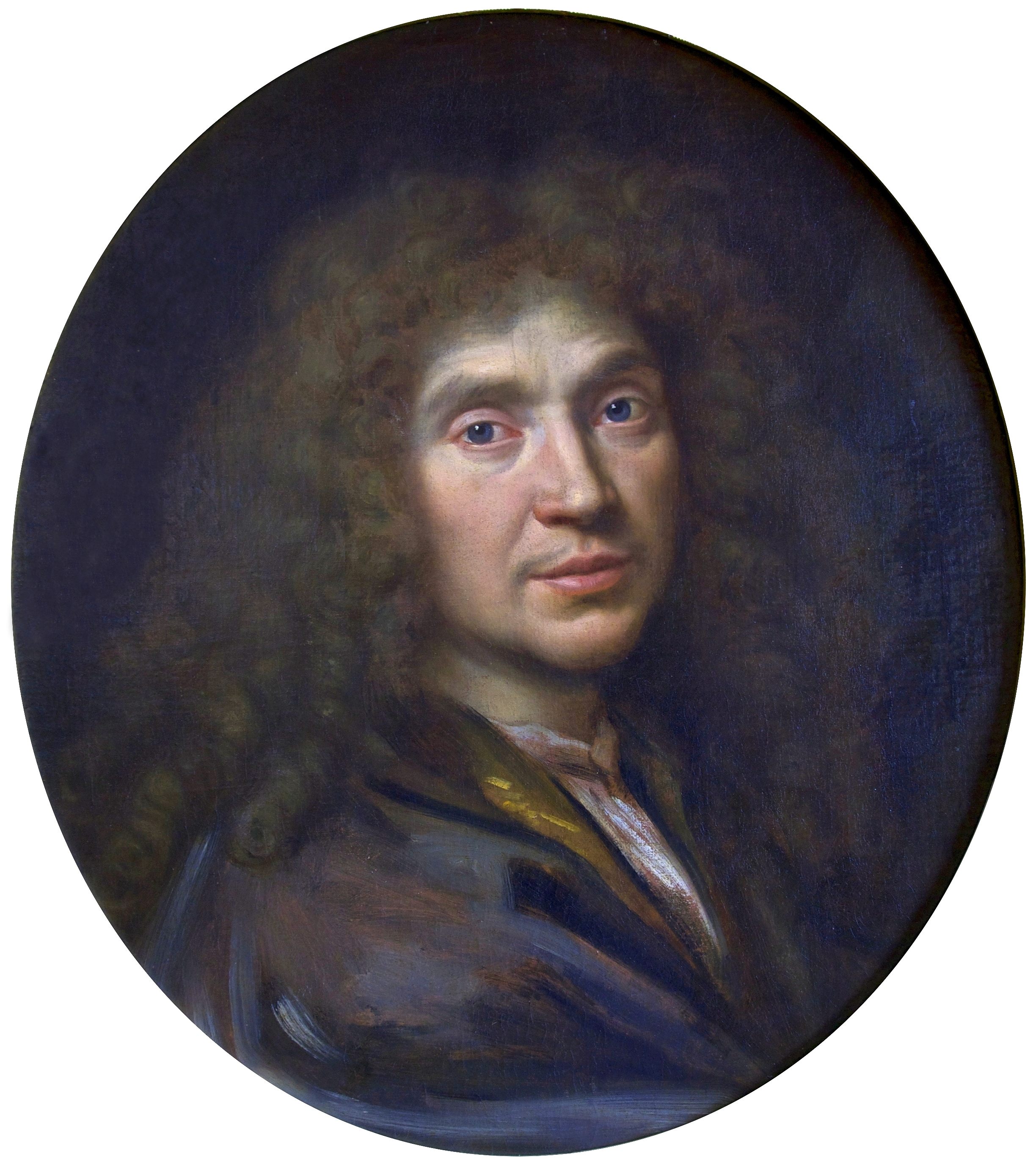
Molière ritratto da Pierre Mignard, Museo Condé (Chantilly)

Un luogo comune abbastanza diffuso consisterebbe nella presunta ossessione di Molière nei confronti della medicina e dei medici: basterebbe, infatti, una semplice lettura di alcune opere del drammaturgo per imbattersi diverse volte nel personaggio del medico, che sembra essere direttamente preso di mira da parte dell'autore (basti pensare a L'amore medico del 1665 o al successivo Il medico per forza sino al celebre Il malato immaginario). Per esempio, nella prima commedia menzionata l'autore non si limitava a moltiplicare il numero dei medici (addirittura cinque) ma sembra acquisizione definitiva che, dietro i nomi fittizi e "parlanti" dei personaggi, Molière satireggiasse celebri medici professionisti della Parigi di Luigi XIV, ognuno dei quali caratterizzato a suo modo.
La satira da parte dell'autore in quest'opera si manifesta nella rappresentazione, palesemente caricaturale, dell'atteggiamento dei medici in scena, i quali si esibiscono in duelli sulle reciproche conoscenze, assolutamente pomposi. Ancora Molière insiste sul medico come professionista di scarsa qualità che agisce solo in funzione dei propri interessi. In particolare, tutti i dottori di Molière sono profondamente legati al denaro; i medici dimenticano del tutto il loro ruolo positivo e vengono dipinti in atteggiamenti arrivisti che hanno il solo scopo di "far fruttare la malattia, con la frode, con l'inganno".
In generale, l'assiduità delle battute aspre e pungenti che Molière non lesina ai medici sembrerebbe insomma tradire una forma di astio personale, al limite del maniacale, forse espressione della personale esperienza dell'autore con la malattia e, quindi, con i medici (non si dimentichi la tubercolosi di cui soffrì il drammaturgo: egli ricevendo i medici, potrà rendersi personalmente conto della loro inadeguatezza e avrà subito modo di scriverne in Il medico per forza).
Tuttavia, come afferma un importante studioso (Sandro Bajini) la critica all'imperizia dei medici, di per sé, si potrebbe giustificare sullo sfondo della più ampia disamina delle illusioni umane, che, com'è noto, rappresenterebbe la dimensione più profonda del teatro del commediografo. C'è dunque da notare che un'attenta lettura delle scene in cui Molière inserisce la "maschera" del dottore porta alla conclusione che il drammaturgo non nutre mai alcuna seria ostilità nei confronti dei medici. La stessa biografia dell'autore può risultare in questo senso illuminante: con Monsieur Mauvillain, suo medico personale, Molière avrebbe intrattenuto rapporti quanto meno cordiali, sia pure nella professata ironia da parte dell'autore verso la necessità di assumere i farmaci suggeritigli dal medico.

## Opere
- Il medico volante, Le Médecin volant (1645)
- La gelosia dell'impiastricciato, La Jalousie du barbouillé (1650)
- Lo stordito ovvero I contrattempi, L'Étourdi ou les Contretemps (1655)
- Il dispetto amoroso, Le Dépit amoureux (16 dicembre 1656)
- Il dottore innamorato, Le Docteur amoureux (1658)
- Le preziose ridicole, Les Précieuses ridicules (18 novembre 1659)
- Sganarello o il cornuto immaginario, Sganarelle ou le Cocu imaginaire (28 maggio 1660)
- Don Garcia di Navarra o il principe geloso, Dom Garcie de Navarre ou le Prince jaloux (4 febbraio 1661)
- La scuola dei mariti, L'École des maris (24 giugno 1661)
- Gli importuni, Les Fâcheux (17 agosto 1661)
- La scuola delle mogli, L'École des femmes (26 dicembre 1662)
- La gelosia di Gros-René, La Jalousie du Gros-René (15 aprile 1663)
- La critica alla scuola delle mogli, La Critique de l'école des femmes (1º giugno 1663)
- L'improvvisazione di Versailles, L'Impromptu de Versailles (14 ottobre 1663)
- Il matrimonio forzato, Le Mariage forcé (29 gennaio 1664)
- Gros-René, petit enfant  27 aprile 1664
- La principessa d'Elide, La Princesse d'Élide (8 maggio 1664)
- Il Tartuffo, Le Tartuffe ou l'Imposteur (12 maggio 1664)
- Don Giovanni o Il convitato di pietra, Dom Juan ou le Festin de pierre (15 febbraio 1665)
- L'amore medico, L'Amour médecin (15 settembre 1665)
- Il misantropo, Le Misanthrope ou l'Atrabilaire amoureux (1666)
- Il medico per forza, Le Médecin malgré lui (6 agosto 1666)
- Melicerta, Mélicerte (2 dicembre 1666)
- Pastorale comica, Pastorale comique (5 gennaio 1667)
- Il siciliano o l'amor pittore, Le Sicilien ou l'Amour peintre (14 febbraio 1667)
- Anfitrione, Amphitryon (13 gennaio 1668)
- George Dandin o il marito confuso, George Dandin ou le Mari confondu (18 luglio 1668)
- L'avaro, L'Avare (9 settembre 1668)
- Il signor di Pourceaugnac, Monsieur de Pourceaugnac (6 ottobre 1669)
- Gli amanti magnifici, Les Amants magnifiques (4 febbraio 1670)
- Il borghese gentiluomo, Le Bourgeois Gentilhomme (14 ottobre 1670)
- Psiche, Psyché (17 gennaio 1671)
- Le furberie di Scapino, Les Fourberies de Scapin (24 maggio 1671)
- La Contessa d'Escarbagnas, La Comtesse d'Escarbagnas (2 dicembre 1671)
- Le intellettuali oppure Le donne sapienti, o anche Le femmine saccenti, Les Femmes Savantes (11 marzo 1672)
- Il malato immaginario, Le Malade imaginaire (17 febbraio 1673)

## Fortuna in Italia
L'opera di Molière fu conosciuta molto presto in Italia: fin dal XVII secolo gli attori comici francesi recitarono a Torino le sue commedie.
In breve tempo esse furono tradotte e inserite nei repertori teatrali dell’epoca, suscitando un grande successo tra il pubblico nostrano.
Oltre a numerose traduzioni di singole commedie, le opere di Molière furono pubblicate integralmente, curate da padre Biagio Augustelli alla fine del Seicento (opere pubblicate in quattro volumi sotto lo pseudonimo di Nic. di Castelli a Lipsia, 1696-1698- 2ª edizione 1739-1740).
Altre versioni (lista parziale): 
- Ottaviano A. Giugni, fiorentino, inedita, ms. Biblioteca Universitaria di Bologna (XVIII secolo);
- traduzione anonima, Opere del Molière ora nuovamente tradotte nell'italiana favella, voll. 4, Venezia 1756-57, forse allestite da Gaspare Gozzi;
- versione in dialetto genovese, di Stefano De Franchi, del Settecento.